# Львівські бали
Львівські бали — розважальні заходи, які зародилися у Львові в XV столітті, що поєднували в собі, окрім танців, ще й інші веселощі — ігри, маскаради тощо.

## Історія
Один з перших документальних спогадів про львівські бали припадає на мемуари французького посла. На честь приїзду французької делегації до Львова, протягом 1482—1483 років було організовано святковий бал.
В XVI ст. в Україні гучні й масштабні бали влаштовували українські князі та магнати: Вишневецькі, Заславські, Збаразькі, Конецпольські, Острозькі, Потоцькі, Радзивіли, Сангушки, Чорторийські та інші. У своїх фортецях і світських палацах, побудованих італійськими та французькими архітекторами, вони заводили уклад й етикет життя, що своєю пишністю мало в чому поступалися розкішним королівським резиденціям Парижу і Варшави.
Львівський бал зображено на гравюрі, датованій XVI ст.
Але перші масові бали почали влаштовувати у 60-их рр. XVIII ст. підприємці Гемпель і Девільє.
У 1763 році до Львова прибув чоловік з незвичною на той час професією — антрепренер, якщо говорити на тодішній лад, якщо говорити на сучасний манер — шоумен. Цим чоловіком був Гемпель. Саме він почав організовувати та проводити перші бали у Львові. Незабаром, через чотири роки, сюди прибуває ще один спеціаліст у цій справі — Девільє. Об'єднавши свої зусилля, підприємці почали влаштовувати львівські бали на високому європейському рівні, винаймаючи для цього приватні помешкання з великими залами. Причиною оренди просторих приміщень стала відсутність спеціального громадського місця для проведення подібних масштабних заходів, а також продовження давньої традиції шляхетських забав, котрі відбувалися в палацах та замках місцевої знаті.
Починаючи з 1775 року у Львові почали з'являтися й інші організатори балів — антрепренер Буссі та брати Сигніо, котрі були один для одного конкурентами. Буссі винаймав для балів зали на площі Ринок, 22 та на вулиці Руській, 10 і 12. Брати Сигніо розважали львів'ян своїми балами зовсім неподалік — на площі Ринок, 13. Проте опоненти відрізнялися один від одного певними особливостями: Буссі за окрему платню пропонував парам, втомленим танцями, ключі від спеціальних кімнат для відпочинку, а на балах братів-антерпренерів постійно відбувалися бійки. Як наслідок, до салонів Сигніо приставили спеціального офіцера поліції, котрий стежив за порядком, а добропорядні львівські пані створили разом з єпископом «Лігу суспільного згрішення», аби наглядати за відвідувачами балів Буссі. Відтепер за львівськими балами проводився жорстокий контроль, що спричинило ще більшу їхню популярність.
Згодом австрійська влада, котра прагла навести порядок у всіх справах Львова, через власну адміністрацію видала правила влаштування балів. У них передбачався порядок самих танців і час перерв між ними. Заборонялося приносити з собою до залу, де відбувався бал, будь-яку зброю та остроги. Категоричне табу стосувалося проведення балів під час релігійних постів та жалоб. Також у міліції була введена спеціальна посада офіцера, котрий повинен був стежити за порядком під час танців.

## Перші спеціалізовані зали для балів
Наприкінці XVIII століття у Львові почали з'являтися перші спеціалізовані громадські заклади, в яких, зокрема, відбувались і бали. Першим таким приміщенням став великий зал для танців, збудований Йоганом Гехтом в Єзуїтському парку поруч з його власним казино. Завдяки вдало вибраному місцю цей зал був популярним впродовж безлічі років.
Чеський режисер та антрепренер Генрих Булла створив у колишньому монастирі францисканців на вулиці Довгій (нині Театральна) перший в історії міста Львова стаціонарний театр, біля котрого звів спеціальний зал для знаменитих Галицьких контрактів та редутів — балів та карнавалів. Танці влаштовувались також на честь приїзду до міста поважних гостей — коронованих осіб з Європи, австрійських імператорів, знаменитих артистів. Танці супроводжували урочисті свята та великі перемоги міста.
Окрім аристократії свої бали проводили й міщани. Місцем для їх збору стала Міська стрільниця на вулиці Курковій (зараз — Музей визвольних змагань на вулиці Лисенка). У 1876 році для розваг середнього класу на вулиці Академічна, 13 збудували Міщанське казино (тепер тут знаходиться Обласна наукова бібліотека, а вулиця перейменована на проспект Шевченка). Саме це місце і стало основним місцем для проведення балів у Львові аж до 1939 року.

## Шляхетське казино
Ще одним популярним приміщенням для влаштування балів у тогочасному Львові було Шляхетське казино (нині Будинок вчених (Львів) на вулиці Листопадового чину). Цю споруду збудували відомі віденські архітектори Фердинанд Фельнер і Герман Гельмер, котрі відомі також як автори Одеського оперного театру. Проте, незважаючи на роботу знаменитих зодчих цього будинку-казино та його вишуканий інтер'єр, Шляхетське казино не стало таким відомим і прославленим, як його попередник — Міщанське казино. Проте саме на сьогоднішній день сучасні Львівські бали проводяться тут — у Будинку вчених.